# Semavi Eyice

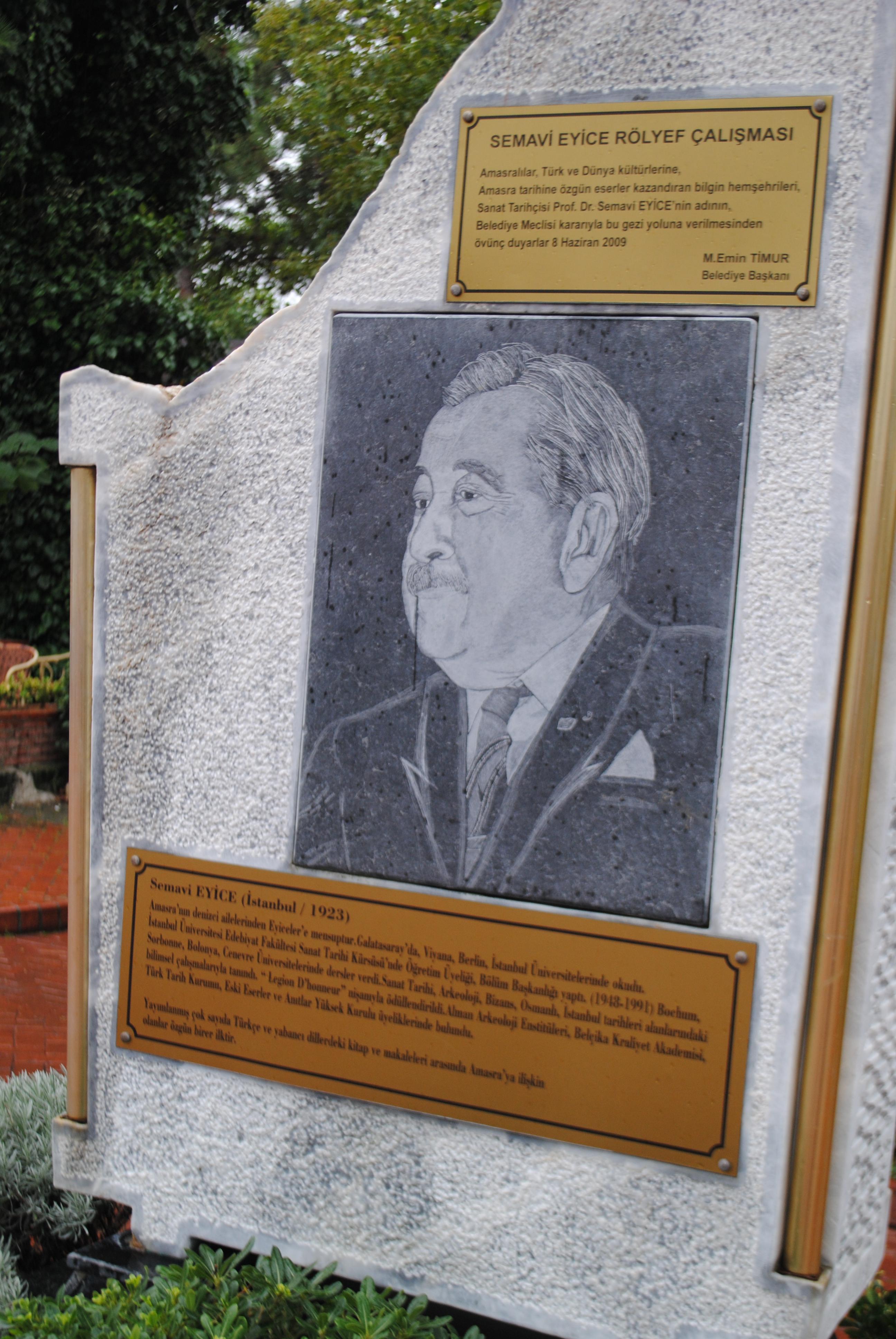
Gedenkstein für Semavi Eyice in Amasra

Semavi Eyice (* 9. Dezember 1922 in Istanbul; † 28. Mai 2018 ebenda) war ein türkischer Kunsthistoriker. Seine Spezialgebiete waren die byzantinische Kunst und die Kunstgeschichte von Istanbul.

## Leben
Er wuchs in Istanbul auf, besuchte im Stadtteil Kadıköy die Grundschule und absolvierte anschließend bis 1943 das Galatasaray Lisesi. Während des Zweiten Weltkriegs ging er nach Deutschland, um Deutsch zu lernen. In dieser Zeit hörte er an den Universitäten in Wien und Berlin Vorlesungen in Archäologie, Geschichte und Kunstgeschichte. 1945 kehrte er in die Türkei zurück, um an der İstanbul Üniversitesi das Studium der Kunstgeschichte fortzusetzen, das er 1948 bei Ernst Diez mit einer Arbeit über Istanbuler Minarette abschloss. Anschließend war er als wissenschaftlicher Mitarbeiter in der Abteilung Kunstgeschichte tätig und promovierte 1952 mit der Arbeit Side’nin Bizans Dönemine Ait Yapıları (Bauwerke der byzantinischen Ära in Side). 1955 wurde er mit dem Buch Istanbul’da Son Devir Bizans Mimarisi (Architektur der spätbyzantinischen Zeit in Istanbul) zum außerordentlichen Professor. 1964 wurde er zum ordentlichen Professor am neu eingerichteten Lehrstuhl für Byzantinische Kunst. Im Laufe seiner Lehrtätigkeit hielt er Vorlesungen an zahlreichen Instituten, darunter in der Türkei an der Hacettepe-Universität in Ankara und der Mimar-Sinan-Universität in Istanbul, im Ausland an der École pratique des hautes études, der Sorbonne sowie an den Universitäten von Genf und Bologna. Neben seiner Lehrtätigkeit war er in der archäologischen Feldforschung tätig, unter anderem im Gebiet von Binbirkilise, in verschiedenen byzantinischen Siedlungen um Silifke in Kilikien, darunter Karakabaklı und Işıkkale, und in Ostthrakien.
Er veröffentlichte Bücher, Zeitschriftenartikel und Beiträge zu enzyklopädischen Werken. Eyice war Mitglied mehrerer Forschungsgesellschaften, darunter des Deutschen Archäologischen Instituts. 1955 erhielt er den Orden der Legion d’honneur und im selben Jahr einen Preis der Türkischen Akademie der Wissenschaften. 1974 wurde er assoziiertes Mitglied der Académie royale des Sciences, des Lettres et des Beaux-Arts de Belgique.
Eyice wurde 1990 emeritiert. Er war ab 1954 mit Kâmran Yalgın verheiratet.

## Schriften (Auswahl)
Eine vollständige Bibliographie seiner Veröffentlichungen bis 1991 findet sich bei
- Mahmut Şakiroğlu: Prof. Dr. Semavi Eyice Bibliyografyası. Turhan Kitabevi, Istanbul 1991, ISBN 978-975-7425-00-7

- Istanbul. Petit guide à travers les monuments byzantins et turcs. Istanbul 1955.
- Son devir Bizans mimarisi: İstanbul'da Palaiologos'lar devri anıtları [Spätbyzantinische Architektur: Bauten der Palaiologenzeit in Istanbul]. Istanbul 1963. 2. Auflage Istanbul 1980.
- Recherches archéologiques à Karadağ (Binbirkilise) et dans la région de Karaman. Istanbul 1971.
- İstanbul yazıları. Türkiye Turing ve Otomobil Kurumu, Istanbul 1992, ISBN 978-975-7641-15-5.
- Einige byzantinische Kleinstädte im Rauhen Kilikien. In: 150 Jahre Deutsches Archäologisches Institut. Zabern, Mainz 1981, S. 204–209.